# Moritz Fleischer

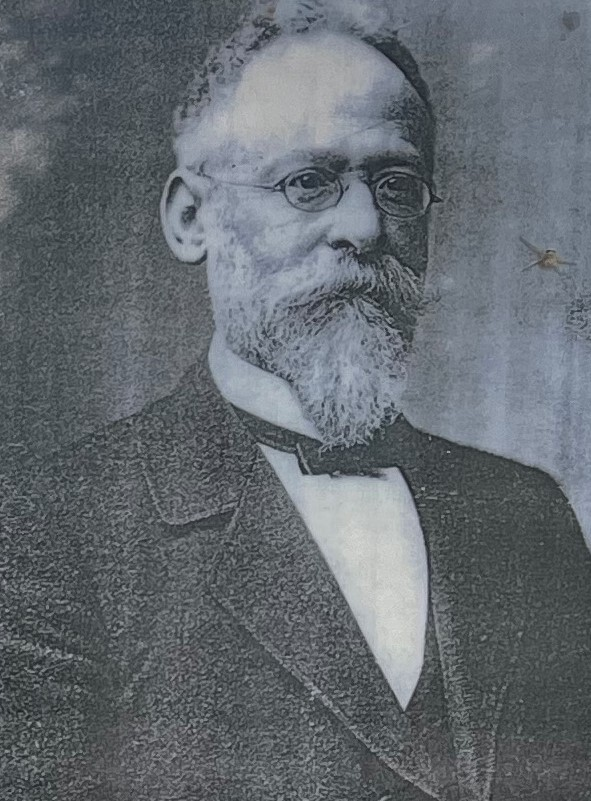
Moritz Fleischer

Moritz Fleischer (* 2. Januar 1843 in Kleve; † 20. Mai 1927 in Berlin-Steglitz) war ein deutscher Moor-Forscher, Kulturtechniker und Agrikulturchemiker.

## Leben und Wirken
Moritz Fleischer war ein Sohn des Pädagogen und Publizisten Karl Moritz Fleischer und der Sophie Niemeyer, der Tochter von Franz Anton Niemeyer. Er absolvierte nach dem Abitur ein Praktikum als Bergmann in Eisleben und studierte dann Naturwissenschaften an den Universitäten Berlin und Greifswald. 1867 promovierte er in Greifswald mit einer Dissertation aus dem Gebiet der organischen Chemie. Anschließend arbeitete er an den landwirtschaftlichen Versuchsstationen in Möckern, Hohenheim und Göttingen-Weende. Von 1877 bis 1891 leitete er die neu gegründete Moorversuchsstation in Bremen. Die Erforschung der naturwissenschaftlichen Grundlagen der Moorkultur stand dabei im Mittelpunkt seiner Tätigkeit. 1886 publizierte er in den „Landwirtschaftlichen Jahrbüchern“ einen weitbeachteten Erfahrungsbericht über die seinerzeit von Theodor Hermann Rimpau empfohlene Moordammkultur.
1891 wurde Fleischer als ordentlicher Professor für Chemie an die Landwirtschaftliche Hochschule Berlin berufen. Hier hielt er auch Vorlesungen über Moorkunde und Moorkultur. Seit 1898 wirkte er als Vortragender Rat im Preußischen Ministerium für Landwirtschaft, Domänen und Forsten. Mit Unterstützung des „Vereins zur Förderung der Moorkultur im Deutschen Reiche“ führte er zahlreiche Untersuchungen auf Moorflächen durch und prüfte deren Eignung als Ackerbau-, Wiesen- oder Weidestandorte. 1910 trat Fleischer in den Ruhestand. Seine Moor-Vorlesungen an der Landwirtschaftlichen Hochschule Berlin setzte er jedoch bis zu seinem 80. Lebensjahr fort.
In dem mehrmals aufgelegten Buch Grundlehren der Kulturtechnik von Christian August Vogler (1. Aufl. 1896) war Fleischer der Autor des bodenkundlichen Teiles. Nach gründlicher Überarbeitung publizierte er diesen Teil 1922 als eigenständiges Werk unter dem Titel Die Bodenkunde auf chemisch-physikalischer Grundlage. Hervorzuheben von seinen praxisorientierten Veröffentlichungen ist das Buch Die Anlage und die Bewirtschaftung von Moorwiesen und Moorweiden (1912, 3. Aufl. 1921).

## Bücher und Schriften
- Die Entphosphorung des Eisens durch den Thomas-Prozeß und ihre Bedeutung für die Landwirthschaft. Verlag Paul Parey Berlin 1885.
- Die natürlichen Feinde der Rimpau´schen Moordammkultur. In: Landwirthschaftliche Jahrbücher Bd. 15, 1886, S. 47–115.
- Die Torfstreu, ihre Herstellung und Verwendung. 2., völlig umgearb. Aufl. d. gleichnamigen Mendel’schen (Heinrich von Mendel-Steinfels) Werkes (1882). Verlag Heinsius Bremen 1890.
- Die Besiedelung der nordwestdeutschen Hochmoore. Festrede zu Berlin 1894. Verlag Paul Parey Berlin 1894.
- Die Vorlesung über die naturwissenschaftlichen Grundlagen der Moorkultur. In: Die Königliche Landwirtschaftliche Hochschule in Berlin. Festschrift zur Feier des 25 jährigen Bestehens. Verlag Paul Parey Berlin 1906, S. 129–134.
- Die Anlage und die Bewirtschaftung von Moorwiesen und Moorweiden. Verlag Paul Parey Berlin 1913; 2. Aufl. 1913; 3. Aufl. 1921.
- Die Bodenkunde auf chemisch-physikalischer Grundlage. Verlag Paul Parey Berlin 1922, 5. neubearb. Auflage = Kulturtechnische Bücherei Bd. 1.